# Dercas verhuelli
Dercas verhuelli é uma pequena borboleta da família Pieridae, isto é, as amarelas e as brancas, que é encontrada na Índia, Birmânia, China e Indochina.